# Amarda goniastreae
Amarda goniastreae is een eenoogkreeftjessoort uit de familie van de Anchimolgidae. De wetenschappelijke naam van de soort is voor het eerst geldig gepubliceerd in 1985 door Humes.